# Марія Габрієл
Марія Іванова Габрієл (болг. Мария Иванова Габриел; нар. 20 травня 1979, Гоце Делчев, Болгарія) — болгарська політична діячка, член партії «ГЄРБ». Міністр закордонних справ Болгарії з 6 червня 2023 до 9 квітня 2024 року. З 1 грудня 2019 обіймала посаду європейського комісара з інновацій, досліджень, освіти та молоді в комісії фон дер Ляєн. З 2017 до 2019 року — європейський комісар з цифрової економіки та суспільства в комісії Юнкера. Депутат Європейського парламенту з 2009 до 2017 року.

## Біографія
Закінчила середню школу імені доктора Петра Берона з французькою мовою в Кюстендилі (1992–1997). Отримала ступінь бакалавра в Пловдивському університеті (1997–2001). Навчалася в Інституті політичних досліджень Бордо, Франція (2001–2002) і має ступінь магістра в області порівняльної політології, міжнародних відносин. Закінчила Докторську школу політичних досліджень, Бордо, Франція (2002–2003).
З 2008 по 2009 — парламентський секретар Європарламенту від партії ГЄРБ. Брала участь у міжнародній науково-дослідній програмі «Парламентське представництво на національному та європейському рівнях» (PARENEL), Європейській програмі Equal 2004–2008, частині Європейської стратегії зайнятості та фінансується Європейським соціальним фондом — проєкт EVEA (Економічні цінності Європейської асоціації).
Депутат Європейського парламенту з 2009 до 2017 року.
Європейський комісар з цифрової економіки та суспільства (2017—2019)
Європейський комісар з інновацій, досліджень, освіти та молоді (2019—2023).
У травні 2023 року пішла в неоплачувану відпустку в Єврокомісії, щоб узяти участь у формуванні уряду в Болгарії як представниця партії ГЄРБ, яка отримала найбільше місць на виборах, що відбулись у квітні. Після домовленості про формування уряду на ротаційній основі з другою найбільшою силою в парламенті, групою «Продовжуємо зміни — Демократична Болгарія», Габрієл повернула невиконаний мандат на формування уряду. Відповідно до угоди, перші 9 місяців уряд очолюватиме представник партії «Продовжуємо зміни» Денков, Габрієл обійме посаду віцепрем'єр-міністра та міністра закордонних справ, а на наступні 9 місяців вони обміняються посадами.